# Joseph Walter
Joseph Walter (* unbekannt; † nach 1744) war ein Augustinermönch und Barockbaumeister.

## Leben
Walter war Bruder im Augustinerkloster Trier und eventuell Schüler von Christian Kretzschmar. Sein erster nachgewiesener Bau war das zwischen 1713 und 1728 entstandene Franziskaner-Minoriten-Nonnenkloster St. Afra in Trier. Ab 1722 und mindestens bis 1744 war Walter Baumeister im Kurstaat Trier. Zwischen 1728 und 1734 baute er das Welschnonnenkloster in Trier und war auch für den Neubau des Augustinerklosters in Trier zuständig. Um 1744 hatte Walter die Bauleitung zum Bau des Palais Kesselstatt und der Stiftskirche St. Paulin inne, die wohl nach Plänen von Christian Kretzschmar entstanden. In den 1750er Jahren entstanden in St. Wendel Bauwerke nach Plänen von Walter. Ob diese Pläne auch erst in dieser Zeit entstanden sind oder früher und erst in dieser Zeit verwirklicht wurden, ist unbekannt.

## Weitere Werke
- 1725 Plan zum Dreifaltigkeitsaltar im Trierer Dom (Grabmal des Jakob von Eltz)
- 1727/28 Plan zum Johannisaltar im Trierer Dom (Grabmal des Johann von Schonenburg)
- 1731 Mitwirkung an der Trierer Komturei des Deutschen Ordens
- 1732 Plan für das Portal von St. Gangolf in Trier
- 1734 Bauleitung des Kirchenneubaus in Kesten
- 1736 Bau des Portals der Zisterzienserinnenabtei St. Anna (Zisterzienserinnenabtei Löwenbrücken) in Trier
- 1753 Bau des Wendalinusbrunnens in St. Wendel
- 1755 Umbau des Cusanischen Pfarrhauses in St. Wendel durch Johannes Schubmehl nach Plänen von Joseph Walter
- 1755 Bau der Wendalinuskapelle nebst Klausnerwohnung in St. Wendel durch Franz Ernst d’Hame nach Plänen von Joseph Walter